# Tomasz Kranz
Tomasz Krzysztof Kranz (ur. 1960 w Lublinie) – polski germanista, historyk i muzealnik, doktor nauk humanistycznych. Od 2007 dyrektor Państwowego Muzeum na Majdanku.

## Życiorys
Absolwent studiów z filologii germańskiej na Uniwersytecie Marii Curie-Skłodowskiej w Lublinie. Ukończył także studia podyplomowe z muzealnictwa na Uniwersytecie Jagiellońskim. Absolwent studiów doktoranckich z zakresu historii najnowszej. Z Państwowym Muzeum na Majdanku związany jest od początku swojego życia zawodowego. W 1983 rozpoczął pracę na stanowisku asystenta, w 1995 awansował na stanowisko kierownika Działu Naukowego. W 2007 został powołany na stanowisko dyrektora, funkcję tę pełni do dziś.
Jest członkiem Rady do Spraw Muzeów i Miejsc Pamięci Narodowej oraz Rady Muzeum Polaków Ratujących Żydów podczas II wojny światowej im. Rodziny Ulmów w Markowej.
Autor ponad 200 prac na temat historii KL Lublin i działalności Państwowego Muzeum na Majdanku.

## Odznaczenia
- Nagroda National Leadership Award przyznana przez United States Holocaust Memorial Museum (2025)[5]
- Medal Zasłużony dla Miasta Lublin (2024)[6]
- Krzyż Kawalerski Orderu Odrodzenia Polski (za wybitne zasługi w działalności edukacyjnej i muzealnej upamiętniającej ofiary Holokaustu, 2014)[7]